# Ячницкий, Аполлон Владимирович
Аполлон Владимирович Ячни́цкий (26 апреля (9 мая) 1906, Киев — 8 ноября 1980, Москва) — советский актёр театра и кино, наиболее известен своей ролью императора Павла I в фильме «Суворов» (1941).

## Биография
Сын художника Аристарха Васильевича Лентулова. Мать — Зинаида Аполлоновна Байкова, художница, сестра Н.А.Байкова. Воспитывался в семье сестры матери — Натальи Аполлоновны Ячницкой и ее мужа, киевского помощника присяжного поверенного Владимира Ивановича Ячницкого..
С 1923 по 1926 год изучал актёрское мастерство в Русском драматическом театре в Киеве, при котором окончил студию, и затем был принят в театр членом труппы. Переехал в Москву после Великой Отечественной войны. С 1952 по 1964 год был членом труппы в Московском театре Сатиры. С 1964 по 1970 год — актёр в Московском театре актёров кино. 
Был женат на актрисе Ольге Александровне Васильевой (1916–1999).

## Творческий путь
- В 1923—1924 — табельщик в Киевской милиции.
- В 1926 окончил театральную школу в Киеве.
- В 1926—1930 и в 1934—1936 — артист театра Русской государственной Драмы в Киеве.
- В 1930—1934 и в 1952—1955 — артист Московского академического театра Сатиры.
- В 1936—1938 — артист Ростовского академического театра драмы им. М. Горького, руководимого Ю. А. Завадским.
- В 1938—1941 — артист Московского драматического театра под руководством Ф. Н. Каверина.
- В 1941—1945 — актёр на Алма-Атинской объединённой киностудии.
- В 1945—1946 — актёр Московского театра Драмы.
- В 1946 — актёр Московского театра драмы и комедии.
- В 1946—1950 — актёр Киевского театра имени Леси Украинки.
- В 1950—1952 — актёр киностудии Мосфильм.
- В 1955—1960 — гастролировал от филармонии по СССР.
- В 1960—1961 — артист Киевского гастрольного бюро.
- С 1961 — артист речевого жанра Москонцерта.
- В 1963—1964 — артист Московского академического театра Сатиры.Не так давно мне пришлось посмотреть пьесу «Баня» В. Маяковского в Центральном детском театре, поставленную А. Бородиным. Я великолепно помню блестящий спектакль Театра сатиры, вошедший в золотой фонд советского театра. Когда я смотрел новый вариант постановки, признаюсь, меня не оставляло чувство неудовлетворённости: где же сатирический заряд автора, где яркие характеры, острые мизансцены?! Помню в роли Победоносикова А. Ячницкого и Г. Менглета — а тут вижу обычного человека, напоминающего мне людей из повседневной жизни. Мне скучно! Но почему окружающие меня молодые зрители так внимательно следят за происходящим на сцене? И я понял, что смотрю на сегодняшний спектакль, а стараюсь найти на сцене столь знакомые мне признаки жанра 1950-х годов, когда был поставлен спектакль в Театре сатиры. А режиссёр Бородин по-своему, по-новому прочёл жанровое определение Маяковского: «драма с цирком и фейерверком». И когда я это понял, мне стало чрезвычайно интересно смотреть за действием[8].
- Похоронен в Москве на Введенском кладбище, (2 участок)[9][10].

## Роли в кино
- 1940 — Суворов — Павел I
- 1941 — Первая конная (фильм, 1941) — диверсант.
- 1942 — Боевой киносборник: Наши девушки — диверсант
- 1943 — Радуга — Адольф Гитлер[12]
- 1955 — Тайна вечной ночи — Виктор Павлович Лаврентьев
- 1956 — Долгий путь — Арабин
- 1956 — Урок истории — Гитлер
- 1958 — Тревожная ночь — полковник Ярлыков
- 1958 — Шли солдаты — главарь анархистов в ресторане
- 1959 — Жестокость — Константин Иванович Воронцов, главарь банды
- 1967 — Война и мир. Фильм 4. Пьер Безухов (1967) — эпизод
- 1968 — Бриллиантовая рука — Николай Иванович, экскурсовод по Стамбулу
- 1969 — Служили два товарища — сосед Саши на корабле

## Подробность

Аполлон Ячницкий в роли символического Адольфа Гитлера, кадр из кинофильма Радуга.

- Аполлон Ячницкий в роли символического Адольфа Гитлера, кадр из кинофильма Радуга.